# Marion Fontaine
Pour les articles homonymes, voir Fontaine.
Marion Fontaine, née le 2 janvier 1978 est une historienne française spécialiste de l’histoire politique et sociale et de l’histoire des mouvements ouvriers. 

## Biographie
Diplômée de l'Institut d'études politiques de Paris et agrégée d'histoire, elle soutient sa thèse de doctorat, consacrée au Racing Club de Lens, à l’École des hautes études en sciences sociales (EHESS), sous la direction de Christophe Prochasson. Elle a été membre junior de l'Institut universitaire de France, elle est aussi une spécialiste des mondes miniers et l’histoire politique et sociale. Elle a été maîtresse de conférences au Centre Norbert Elias à l'université d'Avignon. Elle est désormais professeure des universités à Sciences Po Paris. 
Elle est membre de la rédaction de Vingtième Siècle, de Mil neuf cent et de la revue Germinal. Elle a dirigé les Cahiers Jaurès.

## Publications
- Le Racing Club de Lens et les « Gueules noires » : essai d'histoire sociale, Paris, Les Indes savantes / La Boutique de l'Histoire, 2010
- Une contre-histoire de la IIIe République, La Découverte, 2013 (codirection avec Frédéric Monier et Christophe Prochasson)
- Fin d’un monde ouvrier : Liévin 74, Éditions de l'EHESS, 2014
- Bled Histoire de France, Hachette Éducation, 2016 (coauteur)
- Le travail en Europe occidentale : 1830-1939, ouvrage collectif conçu avec treize autres auteurs, Paris, Éditions Atlande, coll. « Clefs concours », 2021

## Filmographie

### Télévision
- 2017 : Sous l'œil des Houillères [4]de Marion Fontaine et Richard Berthollet[5]. Coproduction France Télévisions, D_VOX, Pictanovo.
- 2020 :  Le Temps des ouvriers de Stan Neumann.